# Festival Internacional de Cine de San Sebastián 1987
La 35.ª edición del Festival Internacional de Cine de San Sebastián se celebró entre el 17 y el 26 de septiembre de 1987. El Festival tenía la máxima categoría A (festival competitivo no especializado) de la FIAPF.

## Desarrollo
Se inauguró el 17 de septiembre de 1987 con la presencia del lehendakari José Antonio Ardanza y del director general de la ICAA Fernando Méndez-Leite, Chantal Akerman, Glenn Ford y Bernardo Bertolucci y se proyectó la película fuera de concurso Esperanza y gloria. Por la noche Fernando Rey e Ingrid Thulin le entregaron el premio Donostia a Glenn Ford. El día 18 se proyectaron Slam Dance y Strategija svrake a la vez que se hacía un homenaje a John Huston proyectando algunas de sus películas como Cayo Largo, Vidas rebeldes, La noche de la iguana o Paseo por el amor y la muerte. El día 19 se proyectaron El Lute (camina o revienta) y Noce en Galilée, y a partir de las cuatro de la tarde hasta la madrugada se ofreció una maratón de cine em el Velódromo de Anoeta con 5.000 espectadores llamado La grandeza del cine, donde se exhibieron cortometrajes de Charles Chaplin, musicales de Busby Berkeley, Ser o no ser de Ernst Lubitsch y 2001: una odisea en el espacio, de clausura. El día 20 se proyectaron Candy Mountain y Yer Demir Gök Bakır de la sección oficial e Historias reales y Kong bu fen zi en la Zabaltegi, a la vez que visitaba el festival Bo Derek. El 21 fueron exhibidas High Season y Lo del César de la sección oficial y Une flamme dans mon cœur de la Zabaltegi, así como la película recuperada de Fritz Lang Harakiri. El día 22 se proyectaron Crazy Love y Brand New Day a la sección oficial; Maurice, Gernika, the Spirit of the Tree, y Oraingoz izen gabe en la Zabaltegi, y en la retrospectiva Rosaura a las diez de Mario Soffici. También se anunció que se retiraba de la competición la película Siesta de Mary Lambert, que sería sustituida por Los intocables de Elliot Ness.
El día 23 se mostraron Los intocables de Elliot Ness y Hajnali háztetök en la sección oficial, y El amor es una mujer gorda de Nuevos Realizadores. El día 24 se proyectaron Barbablù, Barbablù y The Magic Toyshop de la competición oficial, y Stormy Weather de la retrospectiva "Los olvidados". El día 25 se exhibieron Chi c'è c'è y El bosque animado de la sección oficial, así como Mientras haya luz de Nuevos Realizadores, y Raba líubvi de Nikita Mikhalkov. También visitó el festival Charlotte Rampling, una de las encargadas de entregar los premios. Y el día 26 se proyectaron Pěsti ve tmě y Los creyentes, y se hizo entrega de los premios.

## Jurados
Jurado de la Sección Oficial
- Juan Antonio Bardem
- Hercules Belville
- Edgardo Cozarinsky
- Nana Jorjadze
- Antxon Ezeiza
- Alain Tanner
- Ingrid Thulin

## Películas

### Sección Oficial
Las 15 películas siguientes compitieron para el premio de la Concha de Oro a la mejor película:
| Título en España            | Título original             | Director(es)                  | País           |
| --------------------------- | --------------------------- | ----------------------------- | -------------- |
| Barbablù, Barbablù          | Barbablù, Barbablù          | Fabio Carpi                   | Italia         |
| Candy Mountain              | Candy Mountain              | Robert Frank y Rudy Wurlitzer | EE. UU.        |
| Chi c'è c'è                 | Chi c'è c'è                 | Piero Natoli                  | Italia         |
| Crazy Love                  | Crazy Love                  | Dominique Deruddere           | Bélgica        |
| El bosque animado           | El bosque animado           | José Luis Cuerda              | España         |
| El Lute (camina o revienta) | El Lute (camina o revienta) | Vicente Aranda                | España         |
| Hajnali háztetök            | Hajnali háztetök            | János Dömölky                 | Checoslovaquia |
| Temporada alta              | High Season                 | Clare Peploe                  | Reino Unido    |
| La furia de un Dios         | La furia de un Dios         | Felipe Cazals                 | México         |
| Boda en Galilea             | Noce en Galilée             | Michel Khleifi                | Palestina      |
| Pěsti ve tmě                | Pěsti ve tmě                | Jaroslav Soukup               | Checoslovaquia |
| Slam Dance                  | Slam Dance                  | Wayne Wang                    | EE.UU.         |
| Strategija svrake           | Strategija svrake           | Zlatko Lavanić                | Yugoslavia     |
| The Magic Toyshop           | The Magic Toyshop           | David Wheatley                | Australia      |
| Iron Earth, Copper Sky      | Yer Demir Gök Bakır         | Zülfü Livaneli                | URSS           |

### Fuera de competición
Las películas siguientes fueron seleccionadas para ser exhibidas fuera de competición: 
| Título en España             | Título original  | Director(es)     | País        |
| ---------------------------- | ---------------- | ---------------- | ----------- |
| Brand New Day                | Brand New Day    | Amos Gitai       | Israel      |
| Gilda                        | Gilda            | Charles Vidor    | EE.UU       |
| Esperanza y gloria           | Hope and Glory   | John Boorman     | Reino Unido |
| El beso del asesino          | Killer's Kiss    | Stanley Kubrick  | EE.UU.      |
| La bamba                     | La bamba         | Luis Valdez      | EE.UU.      |
| Los creyentes                | The Believers    | John Schlesinger | EE.UU.      |
| Los intocables de Eliot Ness | The Untouchables | Brian De Palma   | EE.UU.      |

### Otras secciones oficiales

#### Zabaltegi[21]
| Título en España                       | Título original                        | Director(es)         | País        |
| -------------------------------------- | -------------------------------------- | -------------------- | ----------- |
| Demain peut être                       | Demain peut être                       | Philippe Nessler     | Francia     |
| Gernika, the Spirit of the Tree        | Gernika, the Spirit of the Tree        | Laurence Boulting    | Reino Unido |
| Kong bu fen zi                         | Kong bu fen zi                         | Edward Yang          | Taiwán      |
| El mensajero                           | Kurier                                 | Karen Shakhnazarov   | URSS        |
| L'Avant-dernier (corto)                | Luc Besson                             | Francia              |             |
| La estación del regreso                | La estación del regreso                | Leo Kocking          | Chile       |
| Le vol de la Joconde                   | Le vol de la Joconde                   | Gérard Fabre         | Francia     |
| Vai viegli būt jaunam?                 | Vai viegli būt jaunam?                 | Juris Podnieks       | Polonia     |
| Les aventures du professeur Wilcox     | Les aventures du professeur Wilcox     | Didier Fontan        | Francia     |
| Las bodas bárbaras                     | Les Noces barbares                     | Marion Hänsel        | Bélgica     |
| Maurice                                | Maurice                                | James Ivory          | Reino Unido |
| Oraingoz izen gabe                     | Oraingoz izen gabe                     | José Julián Bakedano | España      |
| Paysage avant l'éte                    | Paysage avant l'éte                    | Patrice Boiteau      | Francia     |
| Qué se hizo de tu infancia             | Qué se hizo de tu infancia             | Sergio Núñez         | Argentina   |
| Robinzoniada, anu chemi ingliseli Papa | Robinzoniada, anu chemi ingliseli Papa | Nana Jorjadze        | EE.UU.      |
| THX 1138                               | THX 1138                               | George Lucas         | EE.UU.      |
| Històries reals                        | Històries reals                        | David Byrne          | España      |
| Una llama en mi corazón                | Une flamme dans mon cœur               | Alain Tanner         | España      |
| Zegen, el señor de los burdeles        | Zegen                                  | Shohei Imamura       | Japón       |

### Zabaltegi-Nuevos realizadores[22]
| Título en España           | Título original            | Director(es)                           | País       |
| -------------------------- | -------------------------- | -------------------------------------- | ---------- |
| Clandestinos               | Clandestinos               | Fernando Pérez Valdés                  | Cuba       |
| Du mich auch               | Du mich auch               | Helmut Berger, Anja Franke y Dani Lévy | RFA        |
| El amor es una mujer gorda | El amor es una mujer gorda | Alejandro Agresti                      | Argentina  |
| I nichta me tin Silena     | I nichta me tin Silena     | Dimitris Panayotatos                   | Grecia     |
| In der Wüste               | In der Wüste               | Rafael Fuster Pardo                    | RFA        |
| Kraljeva završnica         | Kraljeva završnica         | Živorad Tomić                          | Yugoslavia |
| La gentilezza del tocco    | La gentilezza del tocco    | Francesco Calogero                     | Italia     |
| Mientras haya luz          | Mientras haya luz          | Felipe Vega                            | España     |
| Mujeres de la frontera     | Mujeres de la frontera     | Iván Argüello                          | España     |
| Testet                     | Testet                     | Ann Zacharias                          | Suecia     |

#### Retrospectivas
Las retrospectivas de este año fueron tres: una de homenaje al director Robert Siodmak con 19 películas, entre las cualesse incluyeron Brennendes Geheimnis (1933), The Suspect (1944), The Killers (1946), Criss Cross (1949), La escalera de caracol (1945) o El temible burlón (1952); otra llamada Los olvidados dedicada a cineastas injustamente no reconocidos como Paul Fejos, Robert Florey, Mario Soffici o Wolf Rilla, y la tercera dedicada a Chile.

## Palmarés

### Premios oficiales
Ganadores de la Sección Oficial del 36º Festival Internacional de Cine de San Sebastián de 1987:
- Concha de Oro: Boda en Galilea de Michel Khleifi
- Concha de Plata
  - Candy Mountain de Robert Frank y Rudy Wurlitzer
  - Temporada alta de Clare Peploe
- Concha de Plata al mejor Director: Dominique Deruddere por Crazy Love
- Concha de Plata a la mejor Actriz: Victoria Abril, por El Lute (camina o revienta)
- Concha de Plata al mejor Actor: Imanol Arias, por El Lute (camina o revienta)
- Premio Banco de Vitoria a los Nuevos Realizadores (45.000 dólares):  
  - El amor es una mujer gorda de Alejandro Agresti
  - Mientras haya luz de Felipe Vega
- Premio Donostia: Glenn Ford